# مونتسرات کارولا
مونتسرات کارولا (انگلیسی: Montserrat Carulla؛ زادهٔ ۱۹ سپتامبر ۱۹۳۰) یک هنرپیشه سینما و بازیگر تئاتر کاتالان اهل اسپانیا است.
از فیلم‌ها یا مجموعه‌های تلویزیونی که وی در آن‌ها نقش داشته‌است می‌توان به یتیم‌خانه و گاوآهن اشاره نمود.
وی همچنین برندهٔ جوایزی همچون نشان زرین دولت کاتالونیا و جایزه کرئو د سن ژردی شده‌است.